# Bulgar
Bulgar (rusky Булгар, tatarsky Bolğar, čuvašsky Пăлхар) je zaniklé město někdejšího Volžského Bulharska, později jedno z největších měst Kazaňského knížectví Zlaté hordy. Hradiště se nachází v blízkosti nynějšího města Bolgar v ruské republice Tatarstán.
Bulgar byl založen volžskými Bulhary v 10. století, roku 1361 vypleněn vojsky Zlaté hordy. Potom byl opět obnoven, ale roku 1431 jej zničil ruský vévoda Fjodor Pjostryj, načež byl Bulgar opuštěn a již nikdy nebyl obnoven.
Roku 2014 byl bulgarský historický a archeologický komplex zanesen na seznam světového dědictví UNESCO. Zahrnuje pozůstatky opevnění města, mešity, lázní, hrobek a jiných středověkých staveb povolžských muslimů.

## Historie
V Bulgaru byly objeveny archeologické vykopávky z období neolitu, doby bronzové a železné, které evidentně souvisí s výhodnou polohou místa u řeky Volhy. První opevněné osídlení zde bylo vystavěno na vyvýšeném pahorku u řeky někdy v 4. - 7. století n. l.

### Volžské Bulharsko
Název Bulgar souvisí s etnonymem Bulhaři. Nejstarší bulharská osídlení na území současného Bolgaru vznikla na přelomu 9. a 10. století. Nejstarší opevnění bylo vybudováno na místě současného hradiště již v 10. století.

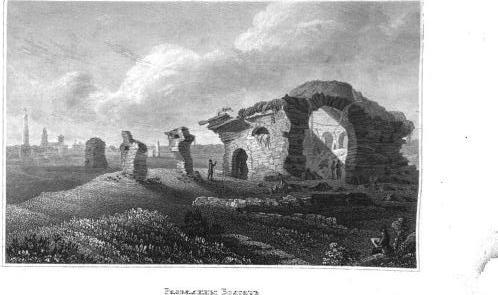
Ruiny Bulgaru na litografii z roku 1839

Předpokládá se, že vznik opevněného bulharského sídla na vysokém břehu Volhy poblíž ústí Kamy souvisí s výhodnou pozicí, která umožňovala kontrolovat rozsáhlá území. Výrazným podnětem pro vznik hradiště v těchto místech byla také skutečnost, že přes místo vedla důležitá obchodní trasa. Podle názoru ruského historika V. L. Janina „po celé období od konce 8. až do začátku 11. století byl jedinou branou, přes kterou probíhal obchod Rusi s Východem, právě Bulgar“.
Roku 920 arabský geograf Abú Zaíd al-Balchí poprvé zmiňuje Bulgar. Tehdy zde působili vyhlášení mistři - klenotníci, kameníci, kožišníci a kováři. Bulgarské výrobky jako kůže, kožichy, med či drátěné košile byly známy v mnohých zemích a byla po nich velká poptávka. Bulgarští kupci čile obchodovali s mnohými zeměmi Evropy i Asie. Na výroční jarmark sem přijížděli kupci z Číny, Bagdádu, Damašku, Hispánie a Skandinávie. Mnozí zahraniční obchodníci měli ve městě své čtvrtě a ulice. Al-Balchí píše: „Co se týče vzhledu, Bulgar je malé město, není nijak rozlehlý, známý je pouze tím, že je hlavním obchodním místem tohoto státu.“
Arabský cestovatel Ibn Haukal potom píše: „Bulgar je neveliké město, nemající mnoho majetku, známý byl proto, že byl přístavem těch států.“
Geograf Al-Idrísí na své mapě podrobně zmapoval Volžské Bulharsko i sám Bulgar.
Do dobytí Mongoly v roce 1236 bylo město jedním z center zahraničního obchodu Volžského Bulharska. Podle tatarského historika F. Š. Chuzina dosahovala rozloha města včetně předměstí až 12 ha, avšak v 10. - 13. století stál Bulgar ve stínu Biläru a Suvaru. Rozkvět Bulgaru přišel až pod nadvládou Zlaté hordy, kdy se jeho území téměř zdesetinásobilo a objevily se monumentální stavby.

### Mongolská nadvláda

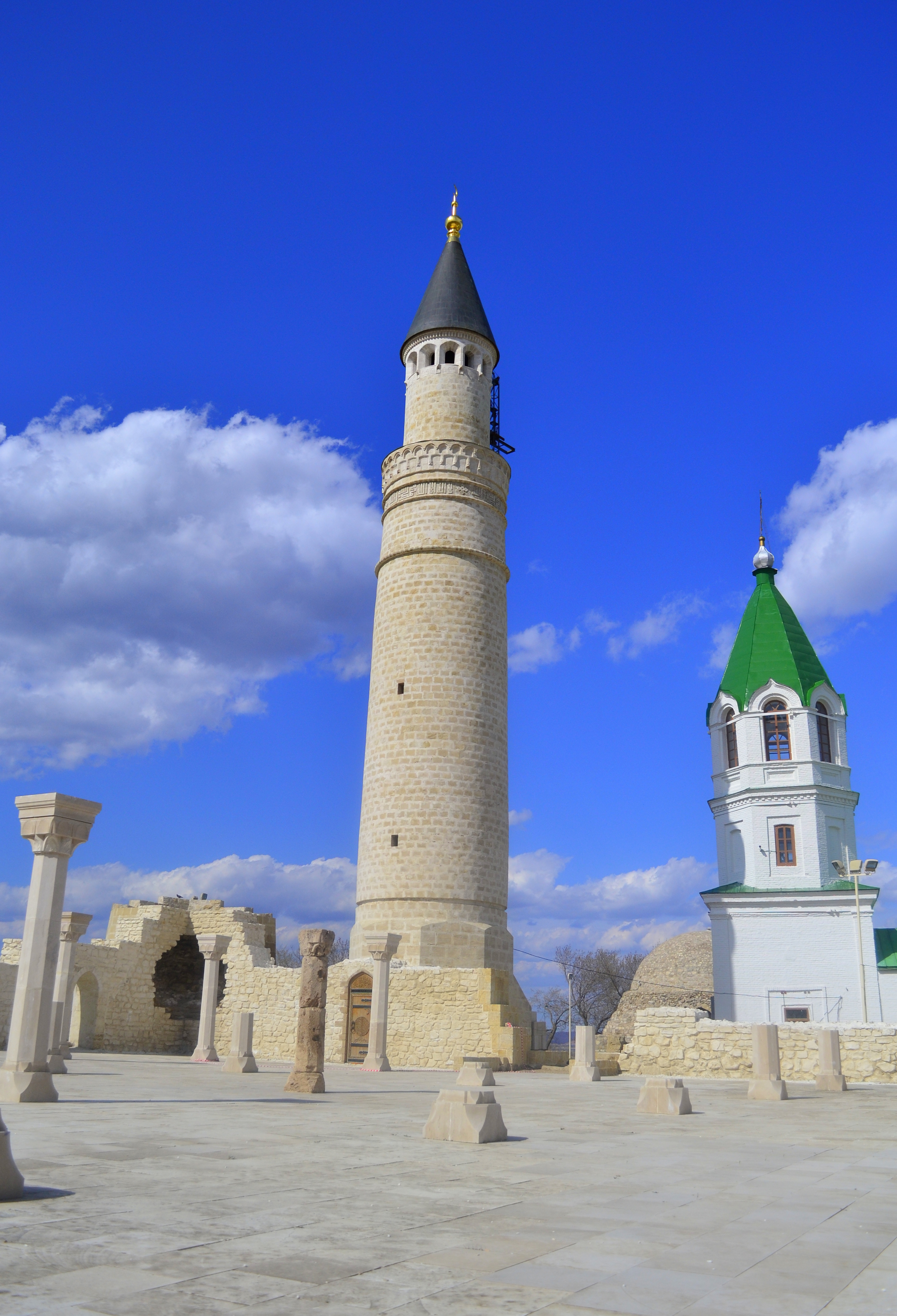

Na přelomu roku 1223-1224 (konec roku 620 podle islámského kalendáře) mongolská vojska pod vedením generálů Džebeje a Sübeteje, která prošla přes Írán a Kavkaz, rozbila ruská a kumánská vojska v bitvě na řece Kalce, porážku utrpěla až od Bulharů. Nicméně roku 1229 uspořádali Mongolové nové tažení, obsadili město Saksin v dolním Povolží a napadli strážné osady na řece Ural. V témže roce Bulhaři prodloužili mírovou smlouvu s Vladimirským knížectvím.
Bulgar byl dobyt a vypálen roku 1236 v rámci mongolského vpádu do Evropy, vedeného druhým panovníkem Zlaté hordy Bátúem.
Do vybudování hlavního města Saraj-Batu se hlavní stan Bátúa nacházel právě v Bulgaru. Za vlády muslimského panovníka Berke se stal Bulgar centrem zemí bývalého Volžského Bulharska. Právě v tomto období vznikly v Bulgaru stavby, které se částečně dochovaly dodnes.
Roku 1361 vypálil Bulgar v rámci bojů o následnictví ve Zlaté hordě emír Bulat-Timur, město však bylo znovu obnoveno. Po bitvě na Kondurče (1395) byl Bulgar, stejně jako jiná bulharská města, zničen vojsky emíra Timura. Záhy byl zase obnoven, avšak roku 1431 ho definitivně zničil Fjodor Pjostryj, vévoda velkoknížete Vasilije II., což definitivně ukončilo veškeré naděje na obnovení Volžského Bulharska. Novým centrem oblasti se stala Kazaň a Bulgar zůstal opuštěn.

### Novověk
V bezprostřední blízkosti trosek Chrámové mešity vyrostl na počátku 18. století pravoslavný Chrám Zesnutí přesvaté Bohorodice.
Roku 1722 navštívil Bulgar Petr I. Veliký, který nařídil místní správě provést obnovu dochovaných staveb, kterých zde tehdy údajně stálo ještě 70. Jeho příkazu však bylo uposlechnuto velmi vlažně (byl např. opraven Velký minaret), a tak v době návštěvy Kateřiny II. Veliké bylo zaznamenáno už jen 44 staveb, na konci 19. století 6.
Památkově chráněným se stalo bulgarské hradiště roku 1969, tehdy také začaly práce na obnově a konzervaci dochovaných památek. Intenzivní renovátorské práce se rozeběhly roku 1998 v souvislosti s kandidaturou památky na zápis do seznamu UNESCO. Roku 2000 byl podle starých náčrtů obnoven Velký minaret. V roce 2010 začal být na území hradiště a přilehlého města Bolgar realizován velkolepý projekt renovace památek starého Bulgaru a výstavby nové infrastruktury, podporující rozvoj turismu. U jižní brány Bulgaru tak vznikla nová Bílá mešita s turistickým zázemím na břehu hradiště nový říční přístav pro výletní lodě z Kazaně, dále informační centrum, nové expozice aj.
Roku 2014 byl bulgarský historický a archeologický komplex zapsán na seznam světového dědictví UNESCO.

## Příčiny zápisu na seznam UNESCO
Bulgarský historický a archeologický komplex naplňuje následující kritéria světového dědictví UNESCO:

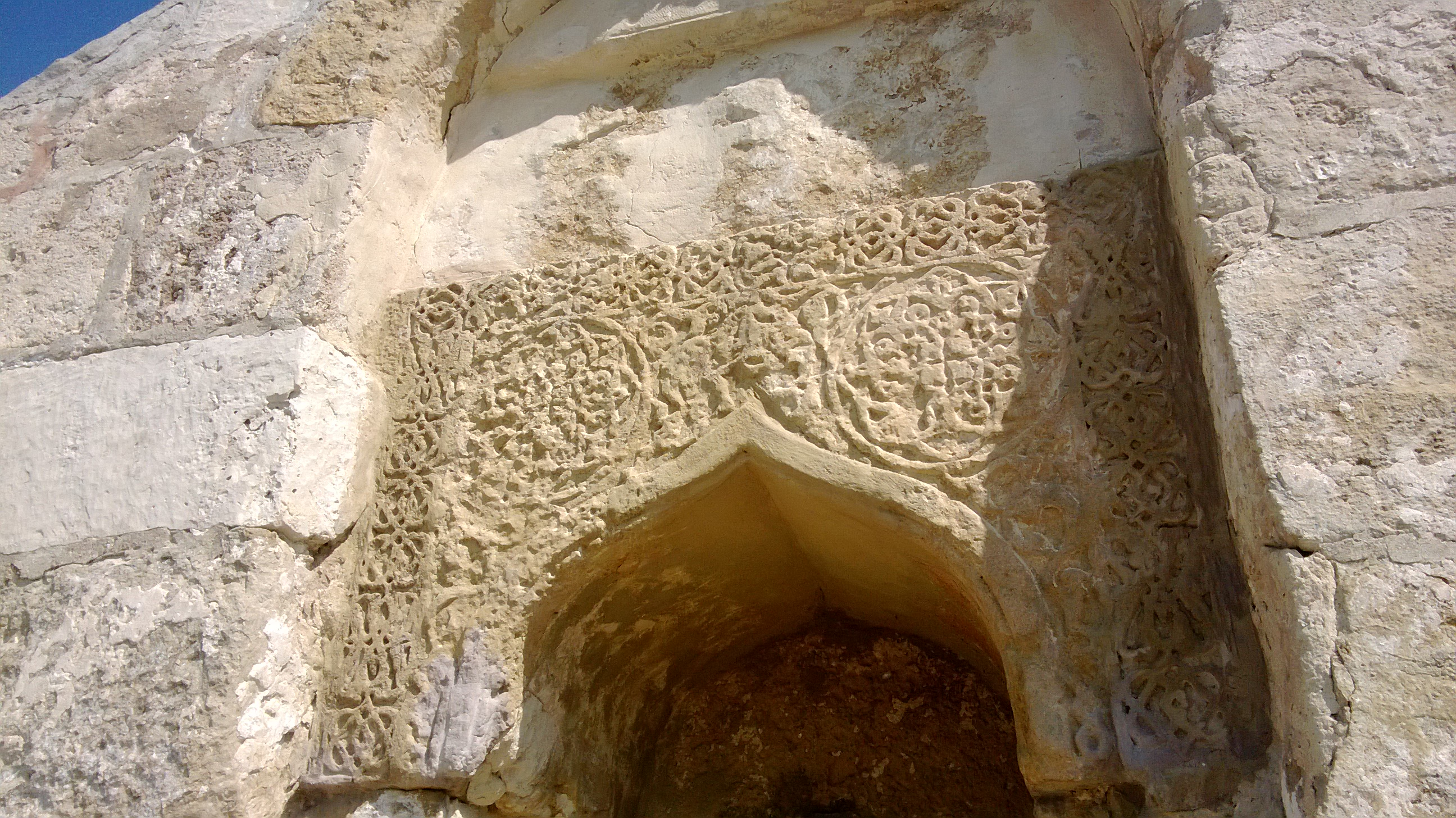
Muslimský ornament na Malém minaretu

Kritérium II: Historický a archeologický komplex Bulgaru dokládá vzájemné ovlivňování a reintegraci několika po sobě jdoucích kulturních tradic a různých vládců, které se odráží v architektuře, urbanismu a tvorbě krajiny. Zdejší stavby ilustrují kulturní výměny mezi turkickými, ugrofinskými, slovanskými a jinými tradicemi. Tento vzájemní kulturní vliv se týká dřevostaveb (region je bohatý na dřevo), přínosu stepních turkických kmenů, orientálního vlivu spojeného s přijetím islámu i evropsko-ruských slohů, které dominovaly po přičlenění této oblasti k ruskému státu.
Kritérium VI: Bulgar zůstává místní připomínkou tatarských muslimů a pravděpodobně také dalších muslimských skupin širšího regionu Eurasie. Jeho prostřednictvím dochází k propojování náboženství a duchovních hodnot, což dokládá především každoroční náboženská pouť. Bulgar poskytuje důkazy o existenci nejsevernější rané muslimské enklávy, etablované v souvislosti s oficiálním přijetím islámu Volžskými Bulhary za státní náboženství roku 922, což mělo trvalý dopad na kulturní a architektonický rozvoj širšího geografického regionu.

## Nejvýznamnější památky Bulgaru

### Chrámová mešita a Velký minaret

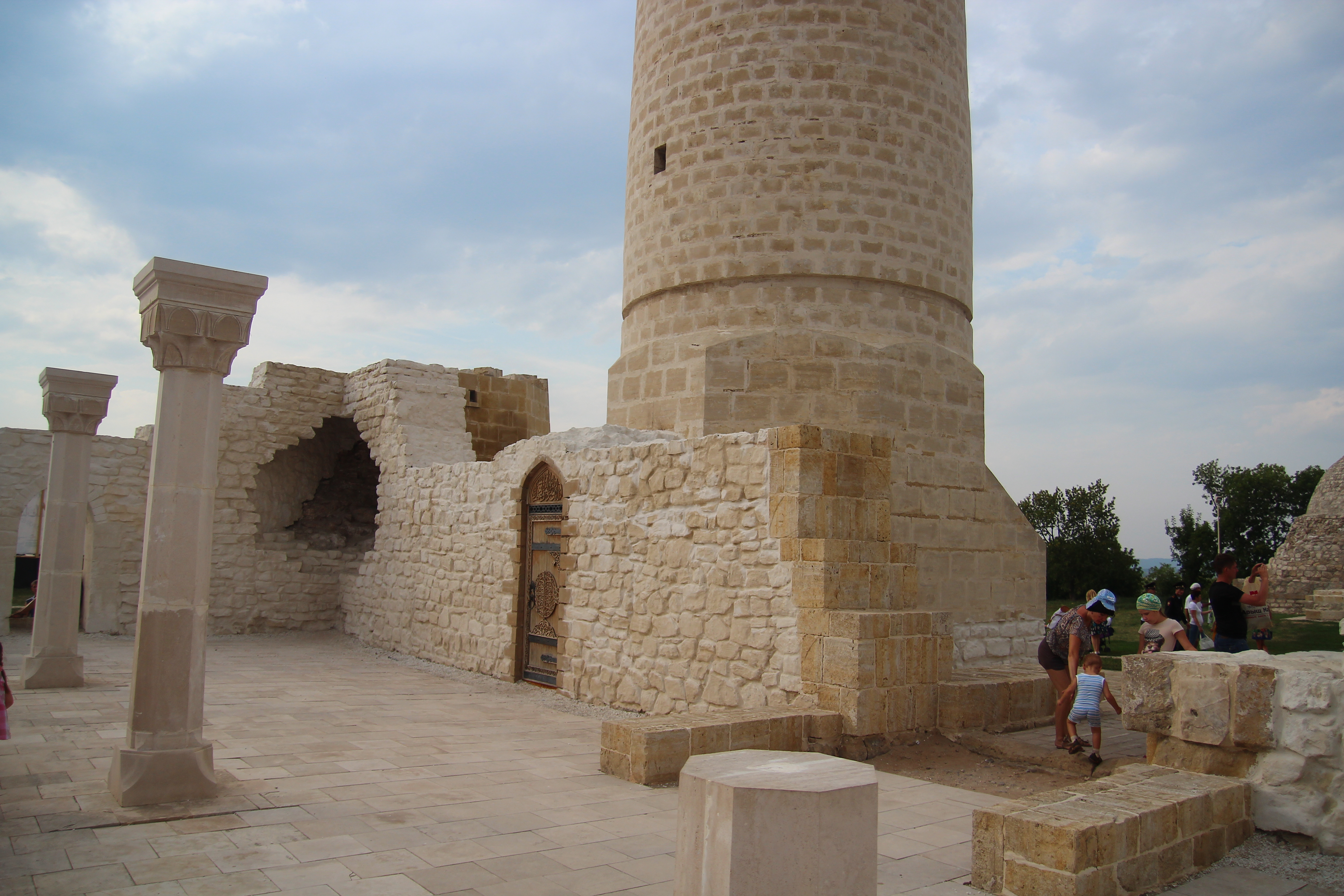
Interiér Chrámové mešity

Stavba Chrámové mešity byla započata po dobytí města mongoly a dokončeno bylo v 60. letech 13. století. Byla dominantou města, měla vyjadřovat moc vládců, nadvládu islámu a udivovat svými rozměry a svou nádherou cizince. Tato stavba zbudovaná z bílého vápence na vyvýšenině jednoznačně dominovala okolní zástavbě a z jejích věží byl výhled na kilometry daleko.
Chrám měl původně 32x34 m, strop neslo 20 čtverhranných sloupů. Stěny chrámu byly zpevněny vnějšími podpěrami. Výraznou přestavbou prošla mešita na přelomu 13. a 14. století, když byly odstraňovány následky poničení. Čtyřhranné sloupy byly nahrazeny osmihrannými, z nichž se jeden dochoval dodnes. Po poničení města Bulat-Timurem došlo k další přestavbě, při které byly mj. přistavěny čtyři rohové pevnostní věže. Hlavní chrám totiž plnil v případě ohrožení města také obranné funkce, jak to bylo ve středověku u východních muslimů běžné.
V 60. letech byly provedeny rozsáhlé archeologické vykopávky a ruiny mešity byly očištěny od pozdějších nánosů. Nyní je na místě k vidění kromě původně zachovaných elementů také několik kopií vytvořených na základě nálezů, např. kopie sloupu a kamenného rámu okna s původními dekoracemi.

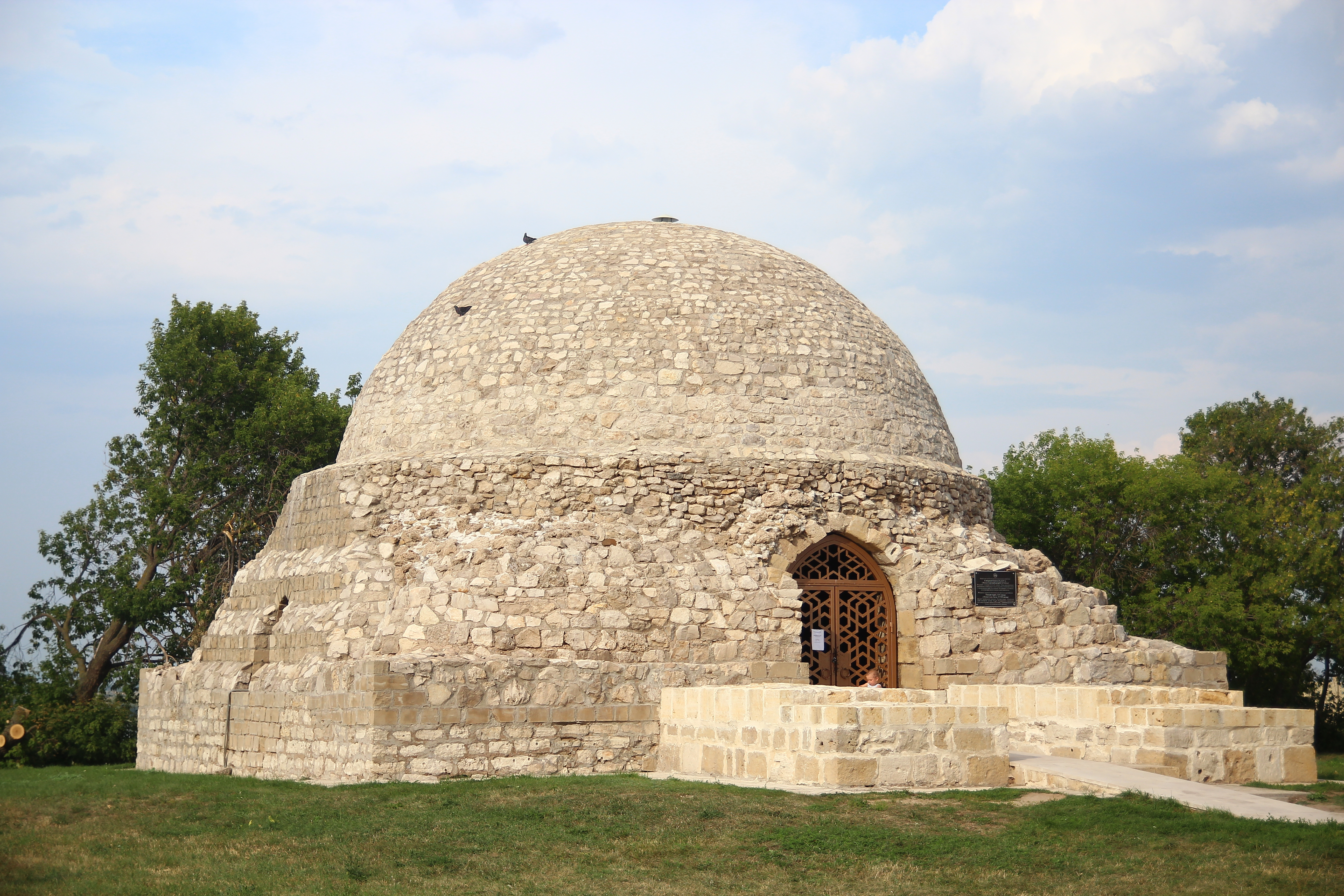
Severní mauzoleum

U severní stěny Chrámové mešity se dochovaly základy Velkého minaretu, jehož podoba se dochovala na starých vyobrazeních a byla i poměrně podrobně popsána. Víme tak, že dosahoval výšky 24 m. Ačkoli byl na příkaz Petra I. opraven, do našich dob se nezachoval (zřítil se roku 1841). Jeho replika byla na základě náčrtů vystavěna roku 2000.

### Severní mauzoleum
Proti hlavnímu vchodu Chrámové mešity bylo v 30. letech 14. století postaveno Severní mauzoleum pro uchovávání ostatků význačných lidí, jak to bylo tehdy v muslimském světě běžné. Po příchodu křesťanů sloužilo jednu dobu jako sklad potravin. Z původní stavby se zachovaly pouze základy a zbytky zdí. Při restaurátorských pracích v 60. letech byla na mauzoleum usazena železobetonová kupole obložená kamenem.

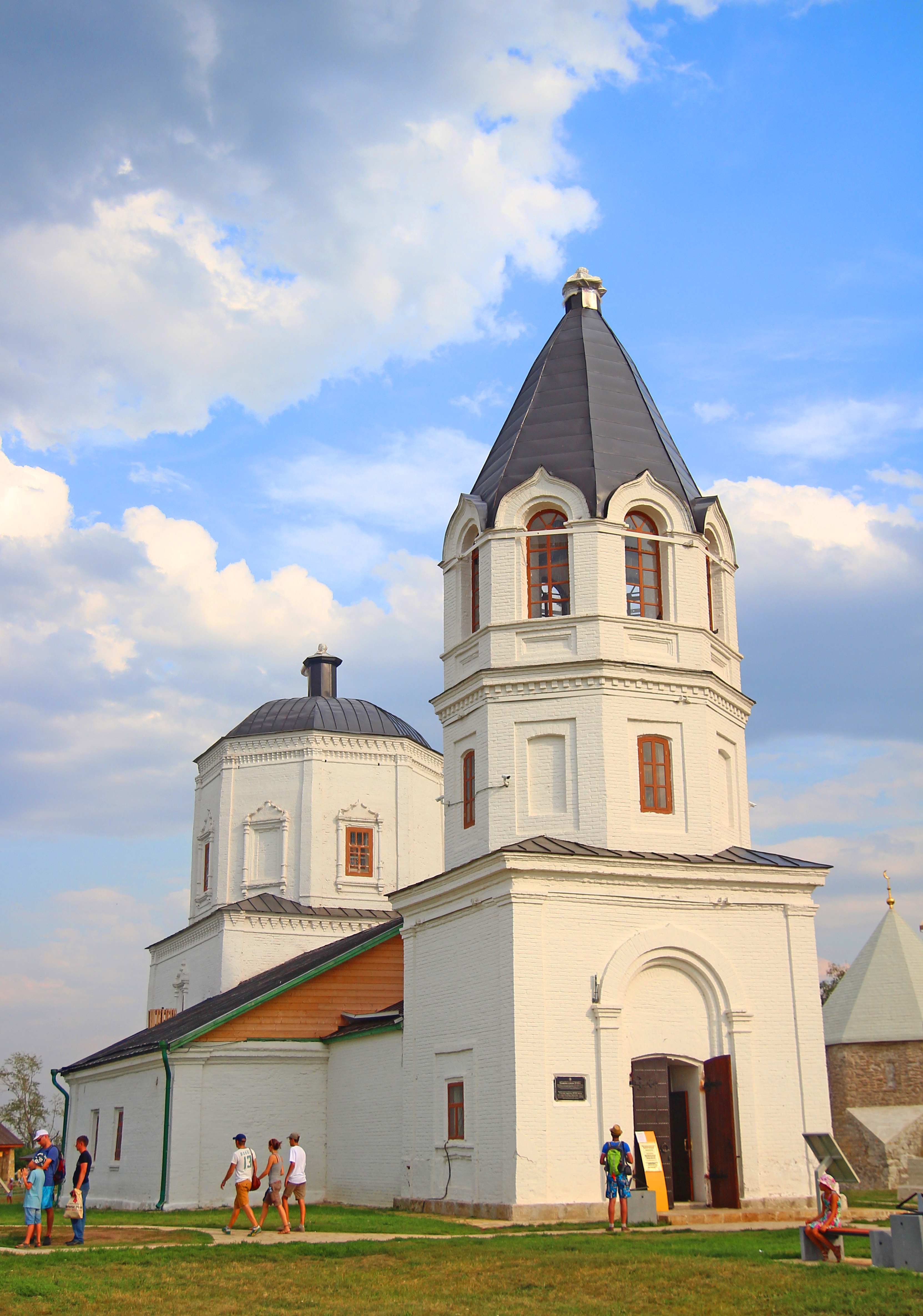
Chrám Zesnutí přesvaté Bohorodice

V mauzoleu se dochovala také řada náhrobních desek, které jsou důležitým svědectvím o jazyce, sociálních vztazích a náboženských zvyklostech povolžských Bulharů. Nápisy na náhrobcích mají v souladu s tradicemi 8-12 řádků. První řádek je vždy citát z koránu, nejčastěji: „On je živý, který neumírá.“ Následuje jméno zemřelého, specifikace předků do několika pokolení a datum smrti, mnohdy s přesností na den. Končí opět citátem z koránu: „Smrt je branou a všichni lidé do ní vejdou.“

### Chrám Zesnutí přesvaté Bohorodice
Chrám Zesnutí přesvaté Bohorodice (nebo též Uspenský chrám) byl vystavěn v letech 1732-1734 na náklady kazaňského kupce Michljajeva. Stavba byla založena nejspíše na troskách někdejšího chánského paláce, přičemž při stavbě byl evidentně použit materiál z okolních bulharských staveb, včetně hrobek. Výstavba tohoto chrámu je považována za projev carské politiky rusifikace. To potvrzuje i skutečnost, že v době výstavby chrámu v bezprostřední blízkosti stále ještě stál minaret někdejší mešity, který se zřítil až roku 1841, přičemž vážně poškodil věž kostela.

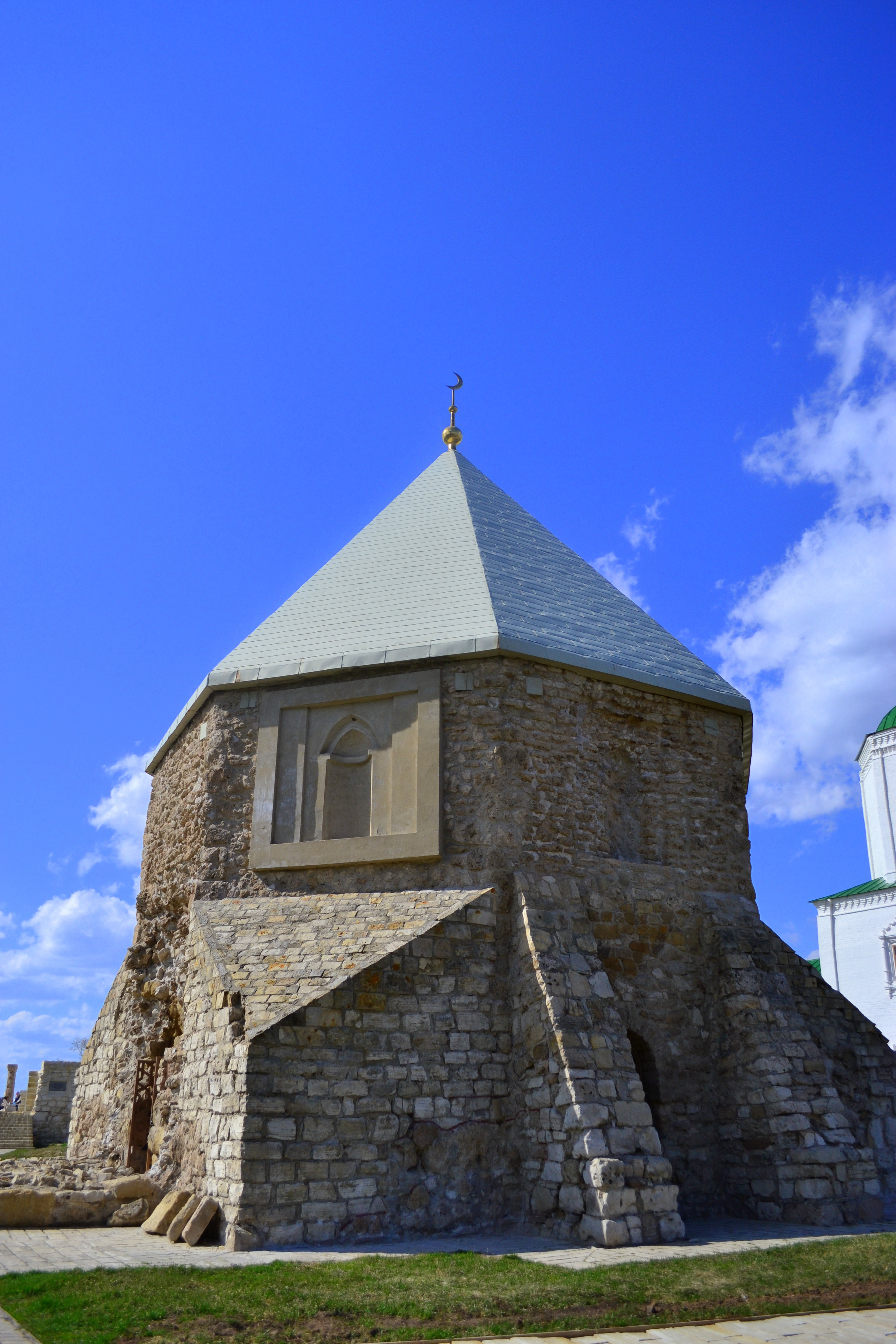
Východní mauzoleum

Po vzniku SSSR byl chrám zrušen, od 60. letech funguje jako výstavní síň. Jsou v něm vystaveny předměty objevené při vykopávkách v Bulgaru, zejména keramika a různé nástroje.

### Východní mauzoleum
Tato hrobka bulgarské šlechty se nachází na východ od Chrámové mešity. Vznikla na počátku 14. století. Základ stavby je čtvercový, výše stavba plynule přechází do osmiúhelníku, chráněná je jehlanovitou střechou. Velmi cenná je dochovaná klenba. Stejně jako ostatní bulgarské stavby, i Východní mauzoleum je zhotoveno z bílého a šedého vápence a z lehkého volžského pěnovce.
Na počátku 18. století byla stavba přeměněna v pravoslavný chrám. Ventilační štěrbiny byly rozšířeny na okna, byl vybudován nový vchod, provedena štukatura stěn, zbudováno vytápění, položena podezdívka pod ikonostas a zhotovena nová podlaha.
Při rekonstrukci v 90. letech 19. století byl nalezen vzácný náhrobní kámen datovaný 4. června 1291.
V 60. letech bylo mauzoleum očištěno od většiny zásahů souvisejících s přeměnou na křesťanský chrám a zbudována byla jehlanovitá střecha, na niž byl v 90. letech usazen islámský půlměsíc. V současnosti se zde nachází expozice provedených vykopávek.

### Chánská lázeň
Roku 1984 byly v centrální části hradiště nalezeny pozůstatky další kamenné stavby. Po provedení archeologického průzkumu byly objeveny zbytky pece a kanálků k vyhřívání lázně. Nalezena byla také celá řada předmětů jako keramika, mince, vodovodní trubky či fragmenty architektonických detailů. Kulturní vrstva zde dosahuje tloušťky více než 3 metrů a obsahuje pozůstatky od předbulharské éry (do 10. století) až po nánosy z ruské vesnice 17. - 19. století.

### Malý minaret a Chánská hrobka

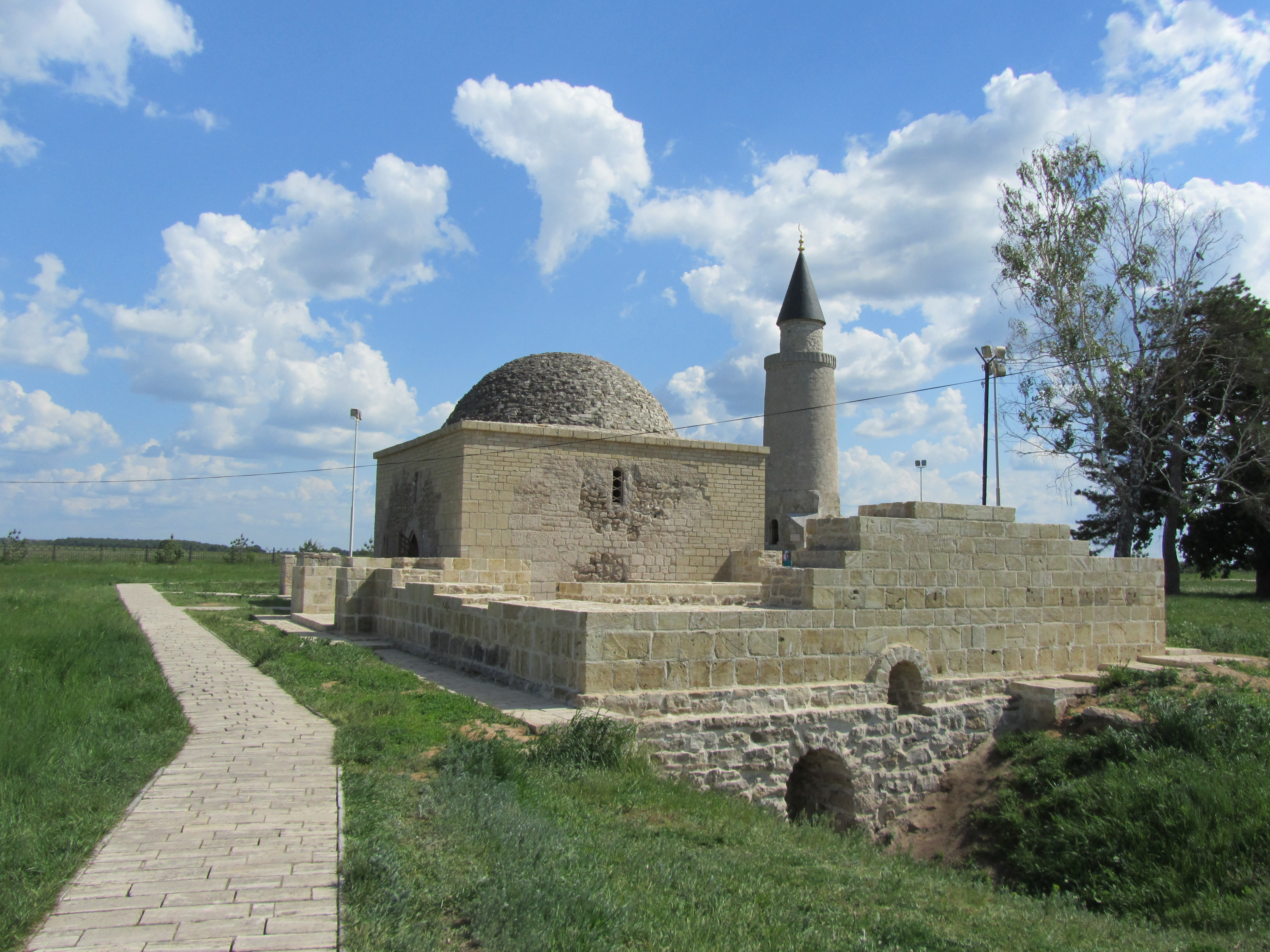
Chánská hrobka s Malým minaretem v pozadí

V druhé polovině 14. století byla ta část hradiště poblíž Malého minaretu vylidněna, což souvisí nejspíše s důsledky vypálení města Bulak-Timurem roku 1361. Nejspíš proto právě zde vzniklo pohřebiště místní šlechty, z kterého se dochovalo několik hrobek a pahorků, skrývajících ruiny dalších kamenných staveb.
Na sever od Malého minaretu na území bývalého hřbitova se nachází ruiny čtyř hrobek ze 14. století, z nichž ta nejzachovalejší nese název Chánská hrobka. Z ní se dochovaly téměř kompletně dvě stěny, proto bylo možno provést věrnou rekonstrukci do předpokládané původní podoby.

### Bílý palác
Jedná se o pozůstatky lázně z 14. století, tedy zařízení, které hrálo na východě tradičně důležitou roli nejen při vykonávání hygieny, ale i ve společenském životě jakožto místo setkávání a trávení volného času. Bílý palác zahrnoval převlékárnu, síň se studenou lázní, síň s teplou lázní a technické zázemí. Kromě společných místností zde byly také oddělené pokoje s koupelemi a fontánami.

### Černý palác
Ze všech památek bulgarské architektury je právě tzv. Černý palác nejlépe dochovaný.

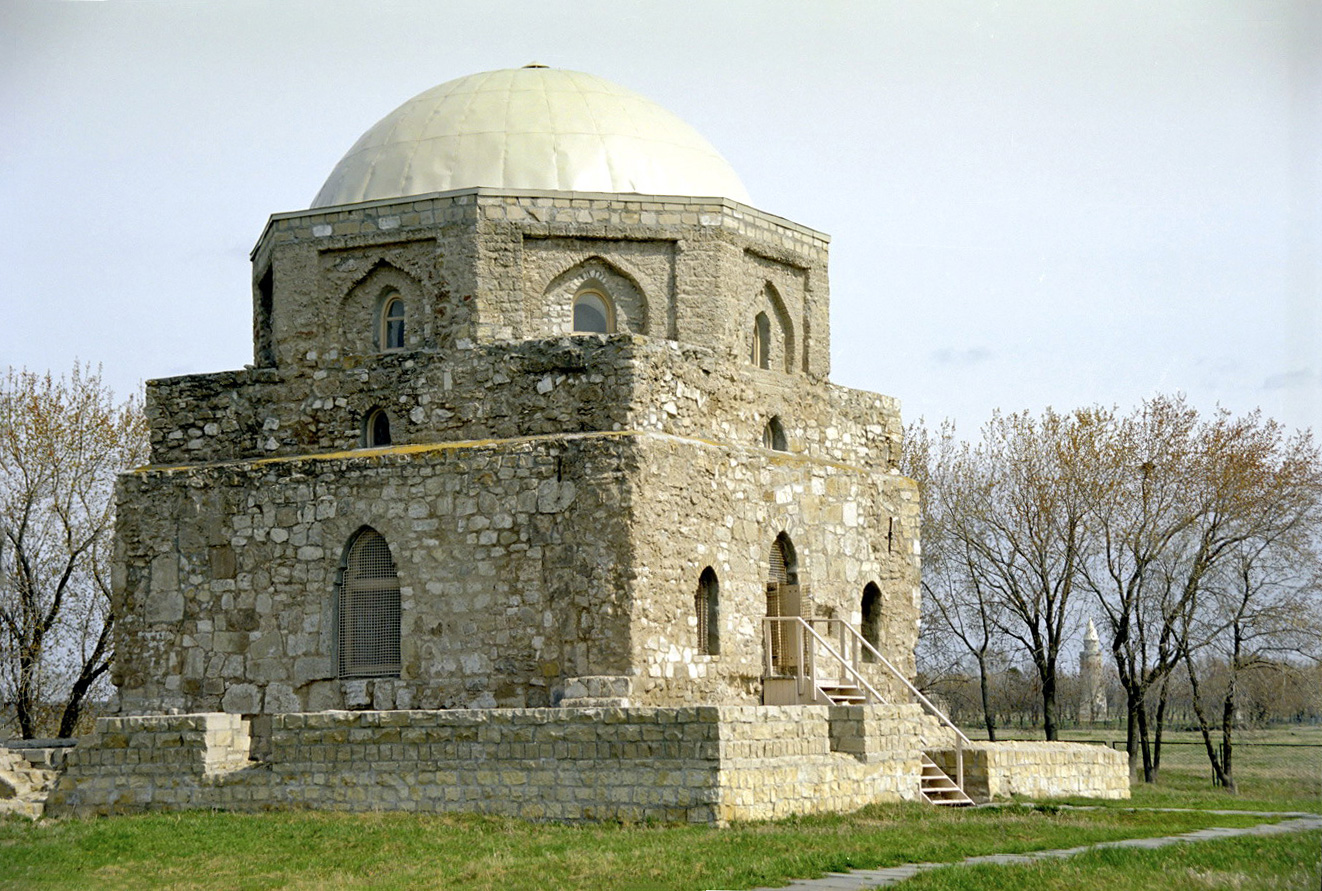
Černý palác

Název Černý palác je spojen s legendou, podle které se stala tato budova posledním útočištěm místního chána Abdulláha, když město dobývala vojska emíra Timura. Emír proto rozkázal, aby budovu obložili dřevem a zapálili. Dobyvatelé předpokládali, že všichni uvnitř zahynou od ohně či dýmu. K jejich překvapení však po pohasnutí ohně zůstala na střeše živá dívka v bílém, chánova dcera. Emír Timur byl učarován její statečností i krásou, a tak jí nabídl sňatek. Zoufalá dívka souhlasila, avšak pod podmínkou, že její dva bratři, lapení a odsouzení k smrti, budou před jejími zraky propuštěni na svobodu. Emír tedy vydal patřičný rozkaz, a když se bratři uchýlili do bezpečí, ukončila dívka svůj život skokem do žhavého spáleniště. Od té doby se paláci říká Černý, neboť jeho ohořelé zdi zůstaly ještě dlouho zbarvené sazemi.
Pravděpodobnější však je, že název získala budova podle udírny, jež zde byla zřízena v 19. století.
Černý palác má čtvercový základ, na nějž je postaven osmiúhelník zakončený kupolovitou střechou. Budova je dvoupatrová, v patře byl prostorný světlý a bohatě dekorovaný sál. Účel budovy není zcela jasný. Podle dochovaného ústního podání se jednalo o soud, s čímž se někteří badatelé ztotožňují. Jiní hovoří o mešitě či dervišské chanace. Podle nejnovějších výzkumů byla budova součástí většího komplexu - okolo se našly základy dalších sedmi staveb.
Díky své zachovalosti zde kazaňská univerzita otevřela muzeum již v 70. letech 19. století.

### Malé městečko
Tzv. Malé městečko představuje architektonický komplex, rozkládající se za hlavní obrannou linií hradiště u jeho jižní brány. Byly zde odhaleny zbytky dvou věží a několika dalších staveb, z nichž některé jsou evidentně nedokončené. Předpokládá se, že záměry stavitelů zhatil vpád emíra Timura. Dochoval se zde také příkop, který měl tento komplex staveb chránit. Funkce Malého městečka není úplně jasná. Existují tři teorie - mohlo se jednat o předsunutou pevnost, mimoměstskou rezidenci chána, nebo zázemí pro obchodní karavany.

### Zbytky opevnění
Zlatá horda nedovolovala porobeným městům budovat opevnění. Když však došlo v druhé polovině 14. století k vážným sporům o následnictví, využili bulgarští chánové oslabení moci a vystavěli okolo hradiště hradby. Ty obklopovaly město ze tří stran (ze čtvrté jej chránila řeka, viz plánek Bulgaru). Před hradbami byl vykopán 6-8 m široký a 2,5 m hluboký příkop, naplněný vodou. Přístup k němu na jihu a na západě omezovaly ještě čtyři řady nahoře zašpičatěných kůlů, které znemožňovaly pohodlný přístup válečným strojům. Na příkop navazoval val z navršené hlíny, vysoký 6 m, na kterém stála 2 m silná dřevěná hradba. Tu zpevňovaly bašty, rozmístěné ve vzdálenosti 25-30 m. Město mělo 3 brány - západní, jižní a východní.

## Situační plán
1 - Chrámová mešita a Velký minaret • 2 - Severní mauzoleum • 3 - Chrám Zesnutí přesvaté Bohorodice • 4 - Východní mauzoleum • 5 - Chánská lázeň • 6 - Chánská hrobka • 7 - Malý minaret • 8 - Bílý palác • 9 - Černý palác • 10 - Malé městečko • 11 - Západní brána • 12 - Jižní brána • 13 - Mauzolea • Černá linka - příkop a val